# Aeroportul Rabak
Aeroportul Rabak (IATA: KST, ICAO: HSKI) este un aeroport din Sudan ce deservește zona Rabak. A fost numit după zona deservită.
Situat la o altitudine de 509 m, aeroportul dispune de o singură pistă.